# Boryskowszczyzna
Boryskowszczyzna – dawna kolonia. Tereny na których leżała znajdują się obecnie na Białorusi, w obwodzie witebskim, w rejonie głębockim, w sielsowiecie Koroby.

## Historia
W czasach zaborów w guberni wileńskiej Imperium Rosyjskiego.
W dwudziestoleciu międzywojennym kolonia leżała w Polsce, w województwie wileńskim, w powiecie duniłowickim (od 1926 postawskim), w gminie Norzyca, a następnie w gminie Głębokie.
Według Powszechnego Spisu Ludności z 1921 roku zamieszkiwało tu 36 osób, wszystkie były wyznania rzymskokatolickiego. Jednocześnie 35 mieszkańców zadeklarowało polską a 1 litewską przynależność narodową. Było tu 6 budynków mieszkalnych. W 1931 w 14 domach zamieszkiwało 76 osób.
Wierni należeli do parafii rzymskokatolickiej w Dzierkowszczyźnie. Miejscowość podlegała pod Sąd Grodzki w Głębokiem i Okręgowy w Wilnie; właściwy urząd pocztowy mieścił się w Głębokiem.